# Morowica
Morowica (bułg. Моровица) – jaskinia w północnej Bułgarii, niedaleko Głożene i miasta Tetewen.
Długość jaskini wynosi 3,25 km, a głębokość 150 m. Znajduje się w niej wiele gatunków nietoperzy. W jaskini znaleziono ślady osadnictwa prehistorycznego. Znaleziska znajdują się w muzeum historycznym w Tetewenie. W 1962 roku jaskinia została uznana pomnikiem przyrody.